# Karita
Karita, makrela hiszpańska (Scomberomorus maculatus) – gatunek morskiej ryby z rodziny makrelowatych.

## Występowanie
Wody płn.-zach. i zachodniego Atlantyku, od Kanady po Karaiby i Jamajkę na południu. Występowanie gatunku we wschodniej części Atlantyku jest mylone z gatunkiem Scomberomorus tritor

## Charakterystyka
Ciało bocznie spłaszczone w srebrzystobiałym kolorze z jasnobrązowym grzbietem
Dorasta do 90 cm długości i masy ciała do 6 kg.

## Znaczenie gospodarcze
Ma duże znaczenie w gospodarce rybnej.